# 112 (banda)
112 (pronunciado "one-twelve" em inglês) é um quarteto de R&B americano de Atlanta, Geórgia. Anteriormente artistas na Bad Boy Records, o grupo assinou contrato com a Def Soul em 2002. Eles tiveram um grande sucesso no final da década de 1990 e no início dos anos 2000 com hits como "Only You", "Anywhere" e o single indicado para o Grammy, "Peaches & Cream". O grupo obteve, em especial, um Grammy Award em 1997 na categoria Melhor Performance de Rap por Duo ou Grupo, por apresentar a música "I'll Be Missing You" com Sean Combs e Faith Evans.

## Integrantes
- Quinnes "Q" Parker (1993-presente)
- Daron Jones (1993-presente)
- Marvin "Slim" Scandrick (1993-presente)
- Michael "Mike" Keith (1993-presente)

## Discografia

### Álbuns de estúdio
- 1996 – 112
- 1998 – Room 112
- 2001 – Part III
- 2003 – Hot & Wet
- 2005 – Pleasure & Pain
- 2017 - Q, Mike, Slim, Daron